# Операция „Бернхард“
Операция „Бернхард“ е тайна германска операция за масова фалшива изработка на банкноти (фунт стерлинг и американски долар) по време на Втората световна война.
По мащаба и значението си това е най-успешната деструктивна финансова операция на тайни служби, провеждана някога. Ръководена е от СС щурмбанфюрера Бернхард Крюгер и е проведена под оперативно-тактическото ръководство на Валтер Шеленберг.

## История
По настояване на Шеленберг Райнхард Хайдрих заповядва на Хайнрих Мюлер Крюгер да „извади“ еврейски затворници от концентрационния лагер Заксенхаузен. Концлагеристите са „изпечени кримки в занаята“ и от „най-добрите“ от тях е създаден работен екип от 142 души, оглавен от спеца-суперфалшификатор Соломон Смолянов. Работната група включвала гравьори, печатари и художници. Като за начало на концлагеристите евреи са им осигурени по-добри условия на живот от останалите затворници. Работата започва през 1942 г. Много време отнема организирането на производството и най-вече изготвянето на печатната матрична схема, налучкването на идеалния състав на хартията, водните знаци и разкриването на алгоритъма за генериране на серийните номера, но в крайна сметка начинанието под формата на подривна дейност срещу атлантическите съюзници е успешно финализирано.
До края на 1943 г. се произвеждат около 1 милион лири на месец. Качеството на фалшификатите е изключително високо. Външното разузнаване на Шеленберг прави два поредни успешни практически теста на британските лири – пред швейцарска банка и втори при който агент под прикритие предава от фалшивите лири на английска банка, като заявява изрично, че се съмнява в редовността на банкнотите. След запитване и „експертен анализ“, от английската банка пристига отговор, че всичко с банкнотите е наред и Вермахта закупува пак посредством поставено лице (агент под прикритие) британско оръжие с което въоръжава цяла своя дивизия, уж закупувайки го за гръцките партизани.
Първоначалният германски план е като от Стогодишната война, а именно фалшивите банкноти да се хвърлят от самолет над Великобритания, с цел да се дестабилизира британската икономика, а и от 1943 г. Луфтвафе е разполагало с такива възможност. Но след трезва преценка се решава с фалшивите пари да се плаща вноса от съществено значение за германската икономика (виж и преклузивни покупки), както и да се извършват прекомерно завишени плащания на чуждите агенти на германското разузнаване с цел незабелязано да се девалвира британската лира. До края на войната са произведени 8 965 080 банкноти на обща стойност от £ 134 610 810.
Също така до края на войната е работила, без преустановяване на производството, серийна печатарска преса за щатски долари, но по-голям мащаб това производство не е имало възможността да придобие поради обективното състояние по загубата на войната от Германия.
През април 1945 г., с приближаването на съветските войски, печатарското оборудване от концлагера Заксенхаузен, ведно с работниците затворници (фалшификатори) са евакуирани в Маутхаузен. В началото на май 1945 г. производствените мощности са транспортирани в Ебензе с цел унищожаването им, но поради бързото настъпление на американските войски, затворниците фалшификатори, на които е поверено унищожаването на производствените мощности, са освободени на 5 май 1945 г. Останалата на склад продукция от британски лири е потопена в езерото Топлицзе.
През 1959 – 1963 г. от езерното дъно на Топлицзе са извадени сандъци с фалшиви банкноти, матрицата за отпечатването на банкнотите и списъкът с имената на затворниците, участвали в операцията, начело със Соломон Смолянов.

## Развитие
Според мемоарите на Шеленберг, даже след капитулацията на Германия, англичаните с тяхното разузнаване „не са включили“ какво се е случило и в крайна сметка въпреки категоричната победа на Чърчил британската лира девалвира.
Малко по-късно след края на войната, когато цялата история с фалшивите британски фунтове стерлинги става достояние на широката публика (тъй като вече няма как да се крие провалът), поради британските опасения от допълнително подкопаване на доверието в британската валута, е наложено медийно затъмнение по случая. Поради големия размер на „нацистки фунтове стерлинги“ в обращение, са изтеглени на произволен принцип около 15% от общия брой на британските банкноти в обращение – Централната английска банка на практика изтегля от обращение всички купюри с номинал по-голям от £ 5.
След войната Бернхард Крюгер е арестуван и прекарва 2 години във Великобритания, но англичаните предпочитат да се отърват от него без публичен процес, поради срама от провала на собственото им контраразузнаване, и го екстрадират във Франция. След края на войната Крюгер работи във фирма за производство на хартия и умира през 1989 г. – годината на падането на Берлинската стена.
С „нацистки фунтове стерлинги“ е заплащано „предоволно“ и за информацията, получена от албанеца, работещ в британското посолство в Анкара Илияс Базна („агент Цицерон“).

## В културата
Случаят по операция „Бернхард“ е екранизиран, а участвалият в спецоперацията словашки евреин концлагерист Адолф Бургер пише книга, излязла под заглавието „Дяволски майсторлък“. През 2007 г. въз основа на книгата излиза австро-германският филм „Фалшификаторите“.
На тайната операция е посветена и книгата на Валтер Хаген (с истинско име – Вилхелм Хетъл) „Операция Бернхард“, издадена на български през 2009 г. от издателство „Атика“.
През 2008 г. излиза и документален филм за „Операция Бернхард“, озаглавен „Фалшификаторите на Хитлер“ на австрийската компания Cinecraft Films.